# 尾高慶安
尾高 慶安（おたか よしやす、2月26日 - ）は、日本の男性声優。岡山県出身。青二プロダクション所属。

## 人物
資格・免許は危険物取扱者甲種、普通自動車免許。
趣味は映像鑑賞、ゲーム、自転車。特技は極真空手。
方言は岡山弁。

## 出演

### テレビアニメ
2021年
- デジモンアドベンチャー:（管制官）
- ONE PIECE（2021年 - 2025年、町人、氷鬼、部下、ギフターズ、プレジャーズ 他）
- ちびまる子ちゃん（2021年 - 2024年、客、なんでも屋、従業員、中学生A、売り子① 他）
- D_CIDE TRAUMEREI THE ANIMATION（若者）

2022年
- デジモンゴーストゲーム（男）
- 聖剣伝説 Legend of Mana -The Teardrop Crystal-（海賊、帝国兵、珠魅）

2023年
- マッシュル-MASHLE-（2023年 - 2024年、受験生、生徒） - 2シリーズ
- 逃走中 グレートミッション（兵）
- パズドラ（屈強な男）
- 陰の実力者になりたくて! 2nd season（兵士）

2024年
- 結婚指輪物語（暗殺者）
- 名探偵コナン（2024年 - 2025年、鑑識員、男性客）
- キン肉マン 完璧超人始祖編（マーリンマン）
- この世界は不完全すぎる（戦士）
- 殿と犬（家臣C、嫁入り行列の付き添い人A、竹細工屋、薬屋） - 4バージョン共通
- ドラゴンボールDAIMA（魔人）

2025年
- アサティール2 未来の昔ばなし（相手チームDF）
- SAKAMOTO DAYS（客、警備員）
- Unnamed Memory Act.2（サヴァス）
- ニンジャラ（学生、カウボーイ）
- ロックは淑女の嗜みでして（男）
- ニャイト・オブ・ザ・リビングキャット（救助隊）

### 劇場アニメ
- ONE PIECE FILM RED（2022年）
- らくだい魔女 フウカと闇の魔女（2023年、クラスメイト）

### Webアニメ
- 恋するワンピース（2025年、生徒D[8]、生徒たち[8]、人々[23]）

### ゲーム
- ソロモンプログラム（2022年、魔王ウゾ）
- TalesWeaver:SecondRun（2022年、ロベール・ド・ガルニエ、フィスカー）
- ドラえもん のび太の牧場物語 大自然の王国とみんなの家（2022年、トメール）
- 龍が如く7外伝 名を消した男（2023年）

### 吹き替え

#### ドラマ
- ドクター弁護士
- ノー・トレース（ユーリ）

### ボイスオーバー
- あなたの代わりに見てきます!リア突WEST.
- 家康の甲冑（かっちゅう）〜知られざる素顔に迫る〜
- しむキュン!コリア
- スッキリ
- 世界一受けたい授業2時間SP
- 世界衝撃映像100連発 カメラが見た劇的瞬間
- 世界の何だコレ!?ミステリー
- 世界まる見え!テレビ特捜部
- 7つの海を楽しもう!世界さまぁ〜リゾート
- B.LEAGUE特番
- 不夜城はなぜ回る

### ラジオドラマ
- 青山二丁目劇場
  - -ドッキリ!本能寺- 家来/信長の家来
  - -夢を見る街- 井川
- 耳で楽しむpixiv小説 「青を塗りつぶす」

### 朗読劇
- 朗読劇『タチヨミ-最終巻-』（2025年[24]）

### その他コンテンツ
- Kiramune Presents READING LIVE『魔法の呪文はガン・マビ・レーテ』（イーの声）
- 2023岡山国際サーキット花火大会produced by 磯谷煙火店（MC）
- プラネタリウム 藤沢市湘南台文化センター『Blue Moon Party』（りゅう座 他）
- 裏会津チャンネル SARF-君の日常を音声が拡張する 裏会津チャンネル 音声（妖怪）

### シリーズ一覧
1. ↑  第1期（2023年）、第2期『神覚者候補選抜試験編』（2024年）
2. ↑  『殿と犬〜わんわん!〜』『殿と犬〜ぽてぽて!〜』『殿と犬〜くんくん!〜』『殿と犬〜もふもふ!〜』